# Kirta
Kirta fue un rey legendario, al que se atribuye la fundación de la dinastía de Mitani. Supuestamente reinó en el siglo XVI a. C.
Se carece de inscripciones sobre su reinado. Un relato épico en una tablilla de Ugarit narra de forma novelada la historia de su vida:
Una vez muertos todos sus hijos y su esposa, el rey tuvo un sueño, en el que se le apareció el dios creador, que le instruyó para pedir ayuda a Baal, dios de la lluvia, para lo cual ,emprendió una expedición a fin de conseguir una nueva esposa. En el camino, encontró un santuario de la diosa Asherah, a la que prometió ofrecer una estatua de oro, si encontraba esposa.
Kirta encontró esposa, con la que tuvo varios hijos, pero olvidó su promesa a la diosa, que le castigó con una enfermedad. Durante la misma, su hijo mayor trató de derrocarle, pero él le lanzó una maldición, momento en el que acaba el texto.
- Datos: Q747416